# Fermín Bouza-Brey
Fermín Bouza-Brey (Puenteareas, Pontevedra, 1901 - Santiago de Compostela, La Coruña, 1973). Historiador, etnógrafo y escritor español que escribió principalmente en lengua gallega.

## Biografía
En 1919 publicó su primer artículo, Teatro de antaño en Santiago en español. Fue uno de los fundadores del Seminario de Estudios Gallegos en 1923; al año siguiente empezaría a escribir por primera vez en gallego con el artículo Os estudantes ao arcebispo. Fue colaborador en revistas como Cristal, Resol o Nós.
Juez desde 1929, durante la Guerra Civil fue separado de la carrera por galleguista hasta que en 1938 fue rehabilitado como juez de Viella, Siero (Asturias) para pasar después a La Estrada (Pontevedra). Ingresó en la Real Academia Gallega en 1941.
A pesar de la dictadura, continuó su labor de investigación en la sección de Arqueología y Prehistoria del Instituto Padre Sarmiento. Su producción más sobresaliente fue dentro del mundo científico. Su investigación se centra principalmente en la prehistoria y arqueología de Galicia, aunque también atendió campos como la epigrafía, la numismática y la etnografía. Sus obras principales en el campo científico son : Bibliografia da prehistoria galega, Prehistoria y Folclore de Barbanza y La civilización neo-eneolítica gallega.
De igual manera también se dedicó al estudio bibliográfico de escritores gallegos. Destacan sus artículos sobre Rosalía de Castro.
Como poeta destaca por ser el iniciador del neotrovadorismo tendencia que también va a ser seguida por Álvaro Cunqueiro o Álvarez Blázquez. En este campo es autor de Nao senlleira y Seitura.
En 1992 se le dedicó el Día das Letras Galegas, que se celebró en el municipio orensano de Cortegada, donde está enterrado.

## Obras literarias
- Cabalgadas en Salnés, 1925 (narrativa)
- Nao senlleira, 1933 (poemario)
- Seitura, 1955 (poemario)

## Obras científicas
- Bibliografia da prehistoria galega, 1927 (de López Cuevillas y Bouza Brey)
- Prehistoria y Folklore de Barbanza, 1928 (de López Cuevillas y Bouza Brey)
- La civilización neo-eneolítica gallega, 1931 (de López Cuevillas y Bouza Brey)

- Artigos rosalianos, en edición digital consultables en la RAG.